# Maria Rostotsky
Maria Rostotsky Glaser, född 20 september 1975, är en svensk konsertpianist och skådespelerska.

## Biografi
Maria Rostotsky föddes 1975. Hon utbildade sig vid Royal Academy of Music i London, där hon blev Bachelour of Music 1st class Honours. Hon har också och studerat vid Kungliga Musikhögskolan i Stockholm med solistdiplom för Staffan Scheja. Sedan debuten med Kungliga Filharmoniska Orkestern har hon etablerat sig som en mångsidig musiker. Rostotsky är verksam som solist och kammarmusiker i Sverige och utomlands. Rostotsky har varit solist med Kungliga Filharmoniska Orkestern, Royal Scottish National Orchestra och London Soloist Chamber Orchestra. Hon är aktiv som kammarmusiker i olika konstellationer och samarbetar ofta med andra konstarter samt har även medverkat i uruppföranden av Mårten Josjö och Britta Byström, med bland andra Kammarensemblen och Kroumata. Hon arbetar även som lärare på Lilla Akademien där hon undervisar i piano, kammarmusik, musikhistoria och filosofi.
Rostotsky är även verksam som skådespelare och har medverkat i föreställningar på Göteborgs stadsteater, Stockholms stadsteater, Uppsala Stadsteater och Teater Giljotin.
Maria Rostotsky är en av grundarna av och konstnärliga ledarna för kammarmusikserien Chambre Giljotin, tillsammans med kompositören Rikard Borggård, altviolinisten Göran Fröst och cellisten Erik Williams. Kammarmusikserien framför klassiska konserter i ett intimt format med inslag av nutida och improviserad musik på Teater Giljotin.

## Teater(ej komplett)
- Flykt, Michail Bulgakov, regi Frank Castorf, Stockholms Stadsteater 2000 - Hadsubajeva
- Ett Drömspel, August Strindberg, regi Etienne Glaser, Göteborgs Stadsteater 2005 - Lina, Balettflickan
- 33 Variationer, Moisés Kaufman, regi Ulla Gottlieb, Uppsala Stadsteater 2010 - Pianisten
- Kreutzersonaten, Lev Tolstoj, Soppteatern, Stockholms Stadsteater 2019 - Kvinnan/Pianisten
- Strange Development, dansteater av Tana Maneva, Teater Giljotin 2020 - Ensemble
- Amour, efter filmen av Michael Haneke, regi Kjersti Horn, Stockholms Stadsteater 2021-22 - Martina

## Diskografi
Maria Rostotsky medverkade 2011 på skivan Owls av Carl Norén. Hon medverkar i låtarna Owls och Dawn.